# Fontana Maggiore
La Fontana Maggiore, situata al centro di piazza IV Novembre (già piazza Grande), è il monumento simbolo della città di Perugia.

## Storia
La fontana monumentale fu realizzata da Umberto il mastro tra il 1278 e il 1280 per celebrare l'arrivo dell'acqua nell'acropoli della città, grazie al nuovo acquedotto. 
Bevignate poté contare sulla collaborazione di altri valenti personaggi, quali Boninsegna Veneziano, ingegnere idraulico, che realizzò un’impresa di straordinaria arditezza, riuscendo a convogliare le acque provenienti dal monte Pacciano, situato a pochi chilometri, senza l'ausilio di pompe. Con l'utilizzo di un condotto forzato a pressione riuscì a imprimere all'acqua il moto inverso, ovvero l'acqua scorreva in salita anziché in discesa. Altro collaboratore fu il fonditore Rosso Padellaio, che realizzò la parte superiore bronzea. A partire dal 1278 furono collocate le numerose formelle marmoree, scolpite dagli scultori più importanti dell'epoca: Nicola Pisano, formatosi alla scuola foggiana di architettura e scultura di Federico II, in collaborazione con il figlio Giovanni. La fontana venne danneggiata dal terremoto del 1348, con conseguente ricostruzione arbitraria dell'ordine dei pannelli; è stata sottoposta a restauro una prima volta nel biennio 1948-49 e poi ancora nel quinquennio 1995-99.
Servì d'ispirazione a Jacopo di Grondalo per la costruzione della fontana Sturinalto di Fabriano, nel 1285.
Nei primi anni del Novecento fu restaurata dall'architetto Giuseppe Sacconi.

## Descrizione

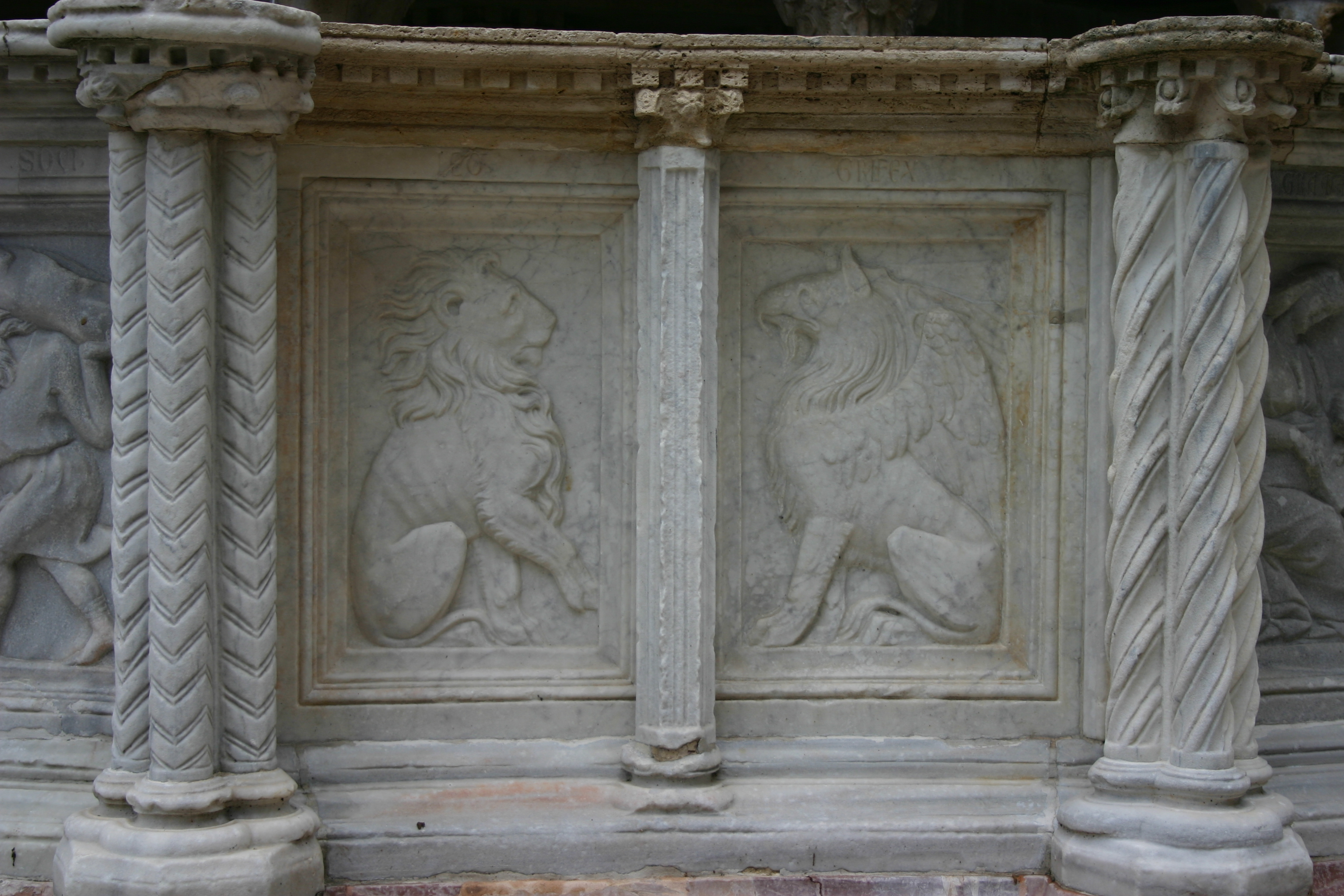
Bassorilievo di un grifo e un leone, simboli della città

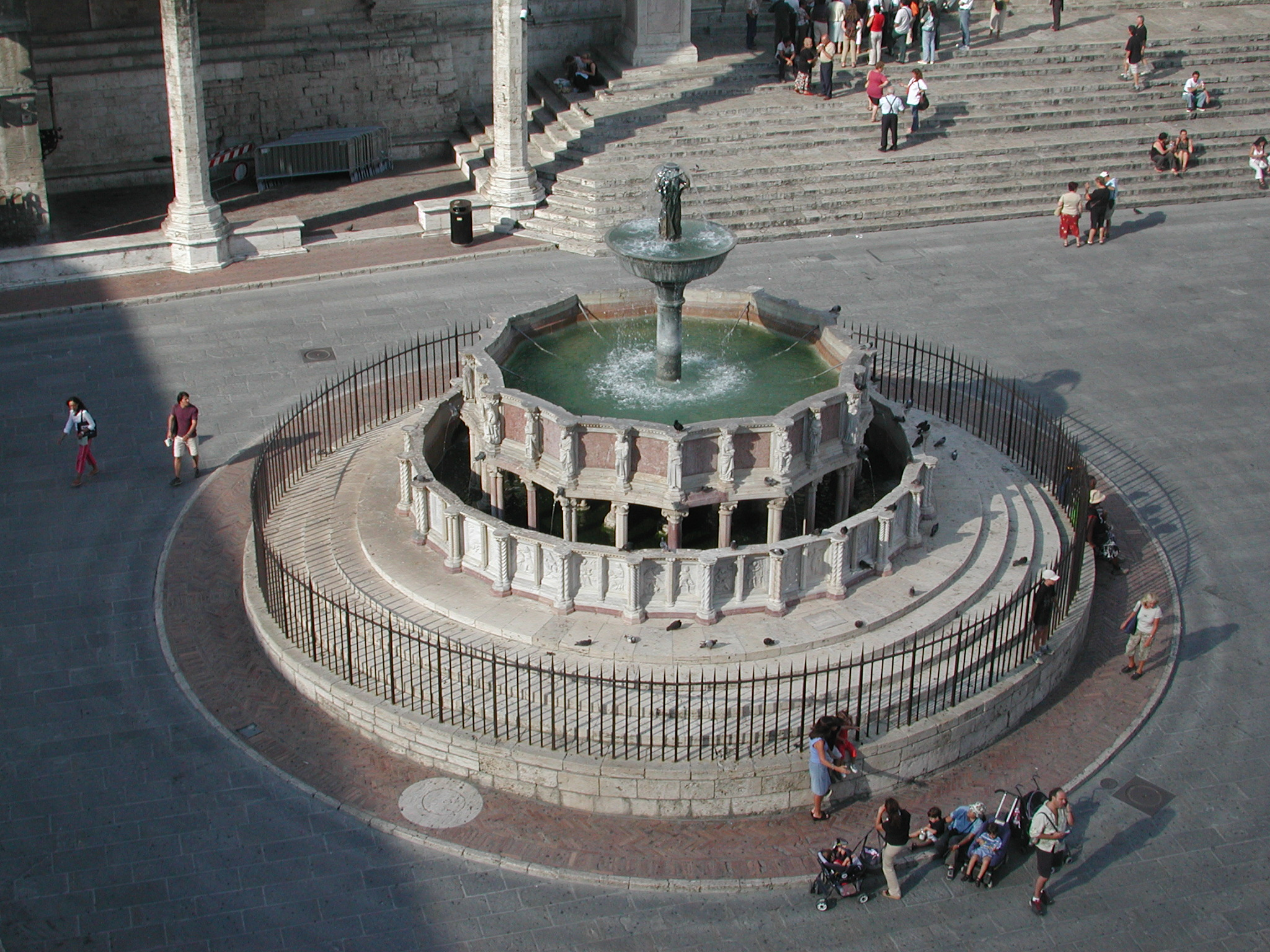
La fontana vista dall'alto

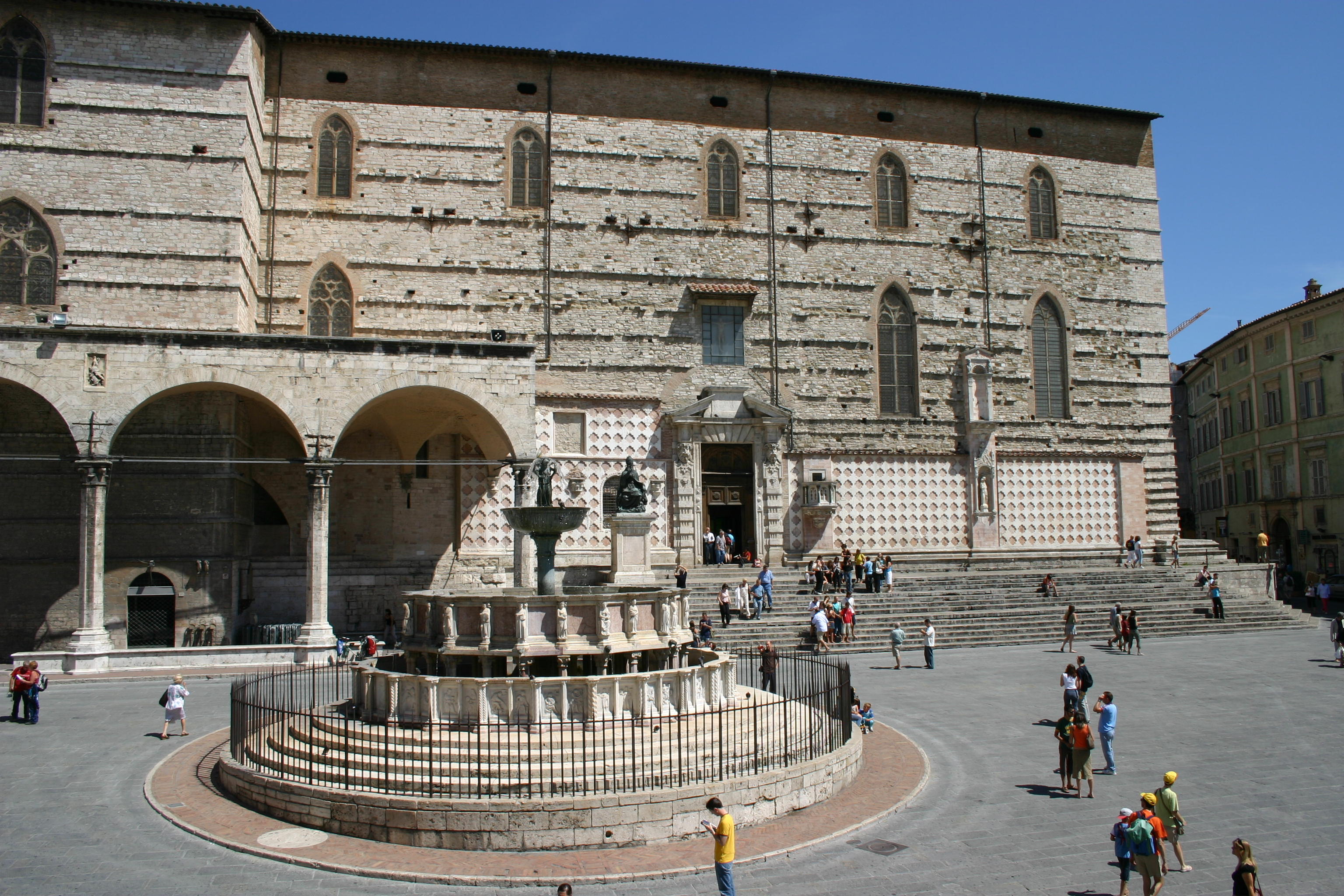
Veduta della fontana in piazza IV Novembre

La fontana, predisposta in bottega e poi montata al centro della piazza, fu realizzata in pietra di Assisi. È costituita da due vasche marmoree poligonali concentriche sormontate da una tazza bronzea (opera del fonditore perugino Rosso Padellaio) ornata da un gruppo bronzeo di figure femminili (forse ninfe) dal quale sgorga l'acqua.
La vasca inferiore è costituita di 25 specchi ciascuno suddiviso in 2 formelle che descrivono i 12 mesi dell'anno, ognuno dei quali è accompagnato dal simbolo zodiacale. Ad ogni mese sono associati momenti della vita quotidiana e il lavoro agricolo che lo contraddistingue. Come in altre sculture coeve d'Europa che rappresentano i mesi, il lavoro materiale acquista dignità, e in questa vasca viene rappresentato insieme alle arti liberali, alla Filosofia, ai personaggi della Bibbia e della storia di Roma, in quest'ordine:
- il mese di gennaio (Un signore e sua moglie al focolare con l'Acquario)
- il mese di febbraio (due Pescatori con i Pesci)
- il mese di marzo (Lo spinario e la Potatura della vigna con l'Ariete )
- il mese di aprile (due allegorie della Primavera con il Toro)
- il mese di maggio (Due cavalieri alla caccia col falcone con i Gemelli)
- il mese di giugno (la Mietitura e la Battitura col correggiato con il Cancro)
- il mese di luglio (la Trebbiatura e la Separazione del grano dalla pula con il Leone)
- il mese di agosto (la Raccolta di fichi con la Vergine)
- il mese di settembre (la Pigiatura del mosto con la Bilancia e la Vendemmia)
- il mese di ottobre (il Riempimento delle botti con lo Scorpione e la Costruzione delle botti)
- il mese di novembre (l'Aratura con il Sagittario e la Semina)
- il mese di dicembre (la Macellazione del maiale con il Capricorno)
- il Leone guelfo e il Grifo perugino
- la Grammatica e la Dialettica
- la Retorica e l'Aritmetica
- la Geometria e la Musica
- l'Astronomia e la Filosofia
- due Aquile, su quella di destra c'è la firma di Giovanni Pisano.
- il Peccato originale e la Cacciata dall'Eden
- Sansone smascella il leone e Sansone e Dalila
- il Leone intimorito e la Punizione del cagnolino
- Davide vittorioso e Golia abbattuto
- Romolo e Remo (raffigurati come due Falconieri)
- La Lupa allatta Romolo e Remo e la madre Rea Silvia
- due favole di Esopo (La volpe e la gru e Il lupo e l'agnello)

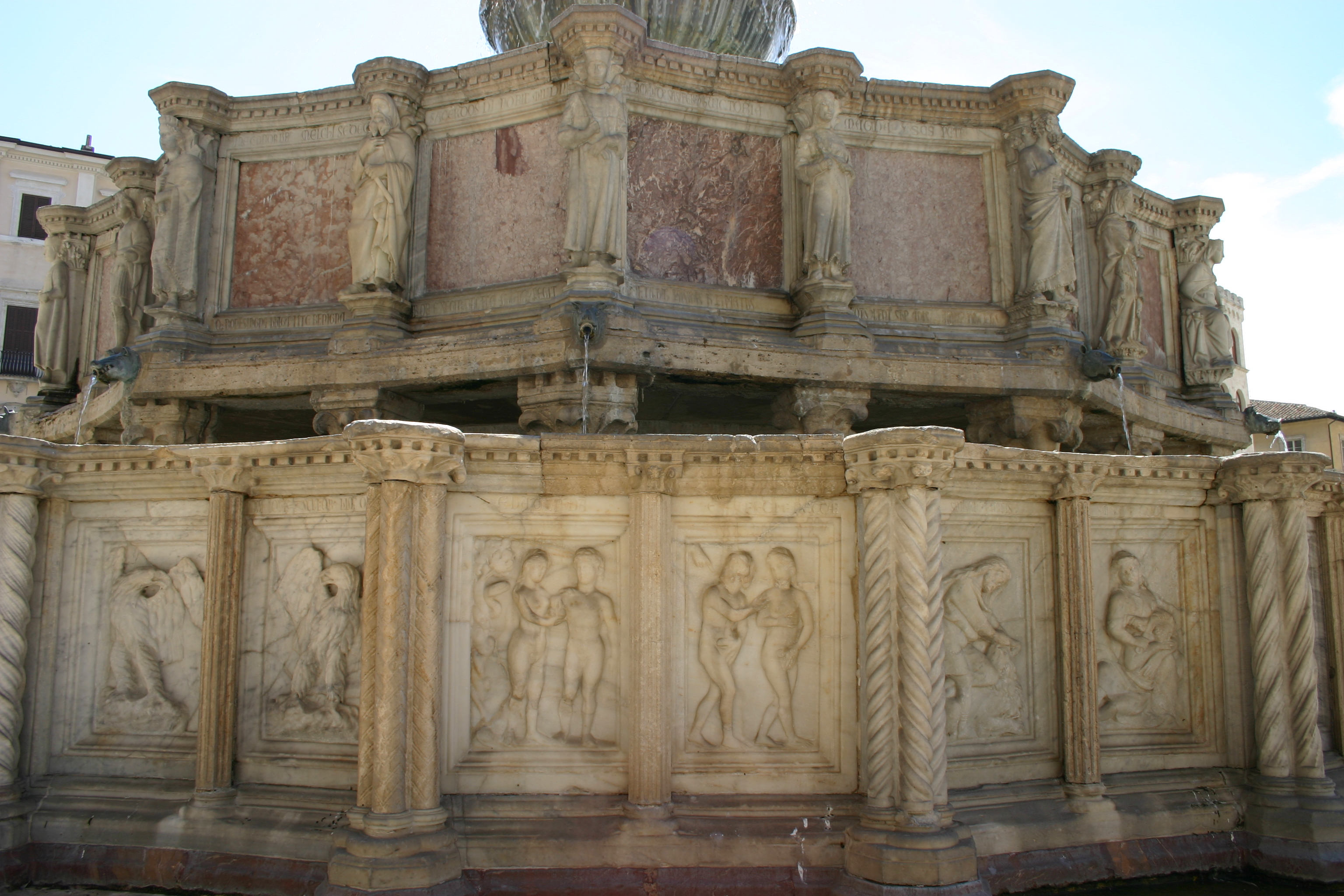
Dettaglio della Fontana Maggiore
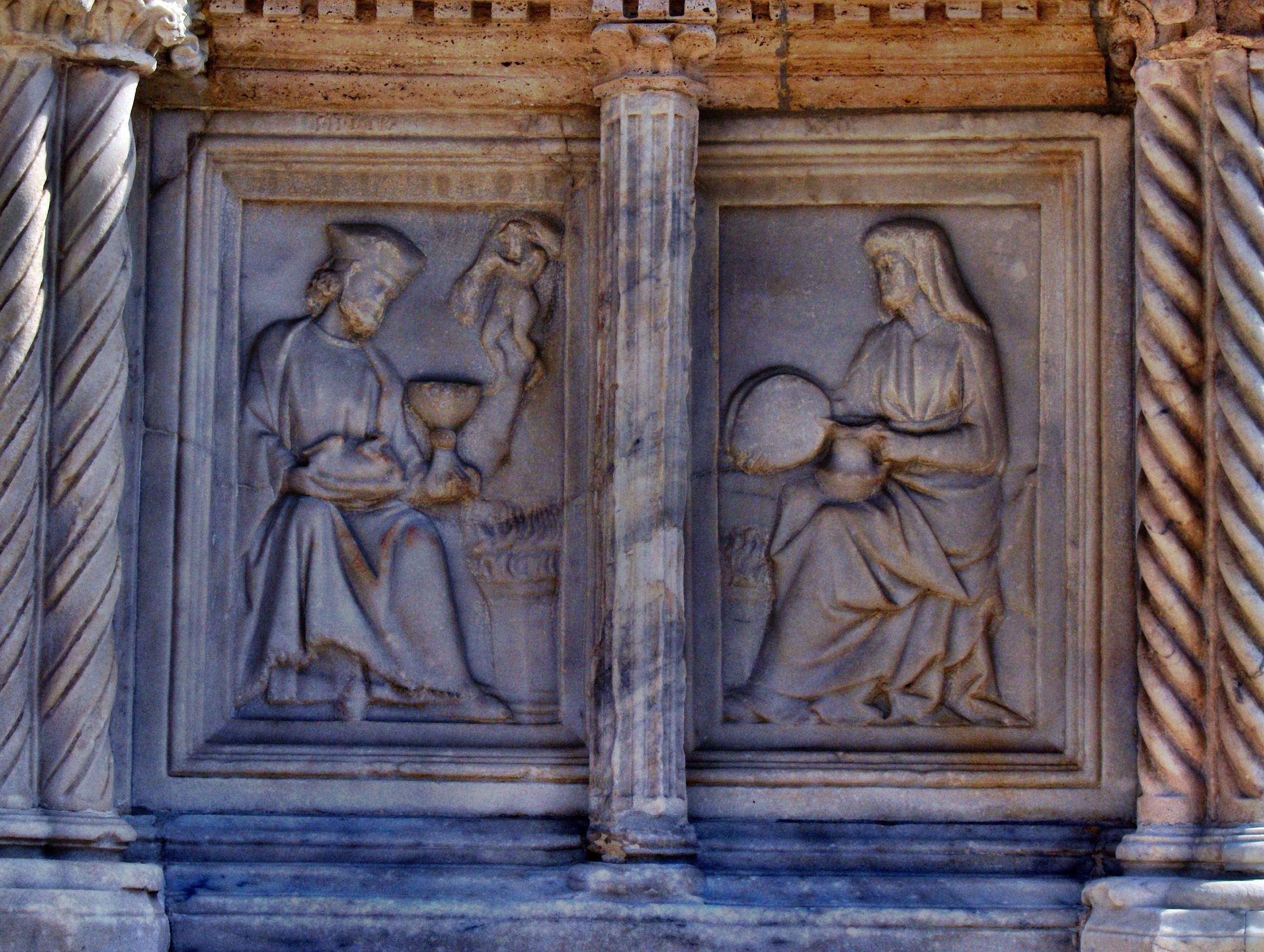
L'Acquario e il mese di Gennaio
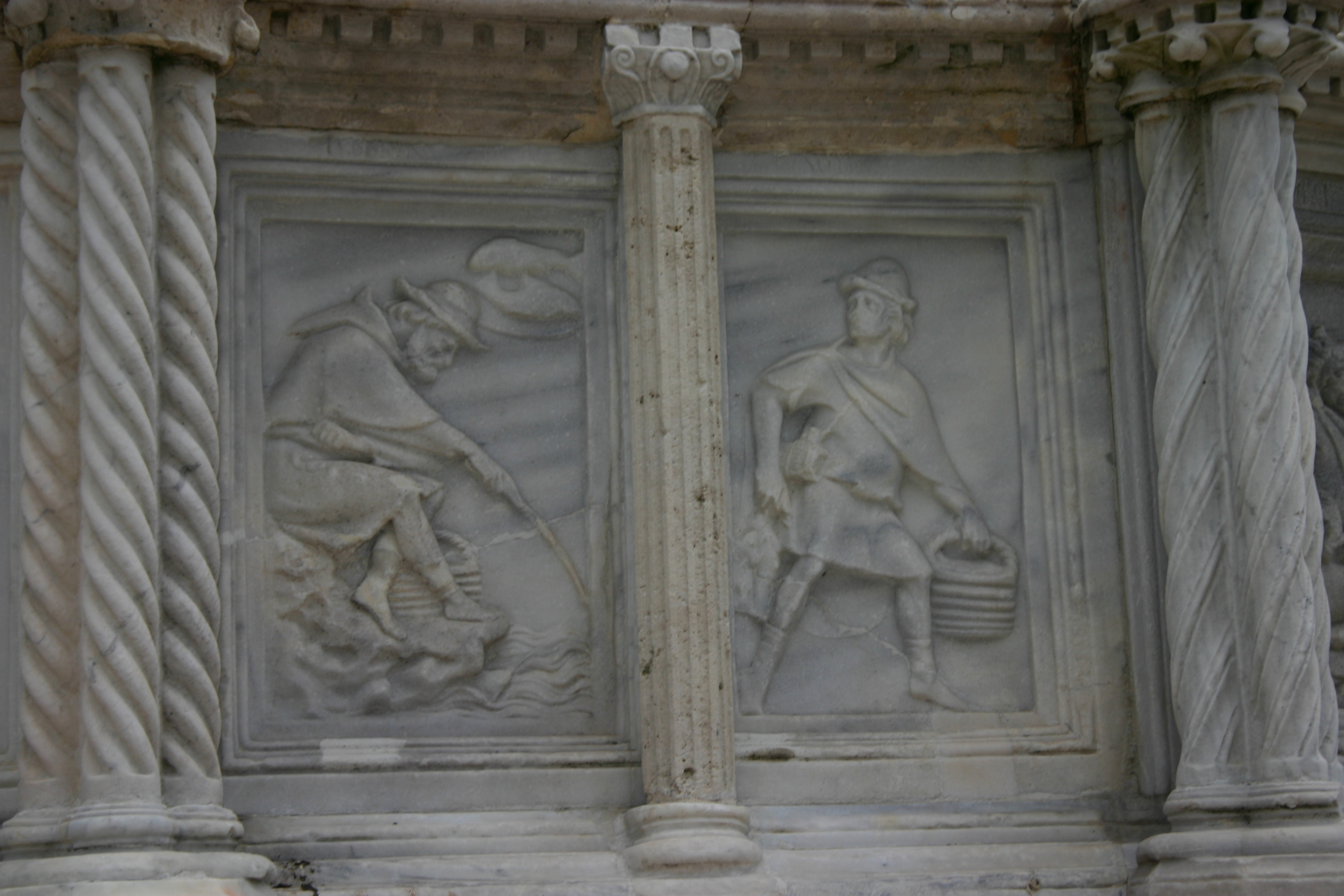
I pescatori e il mese di Febbraio
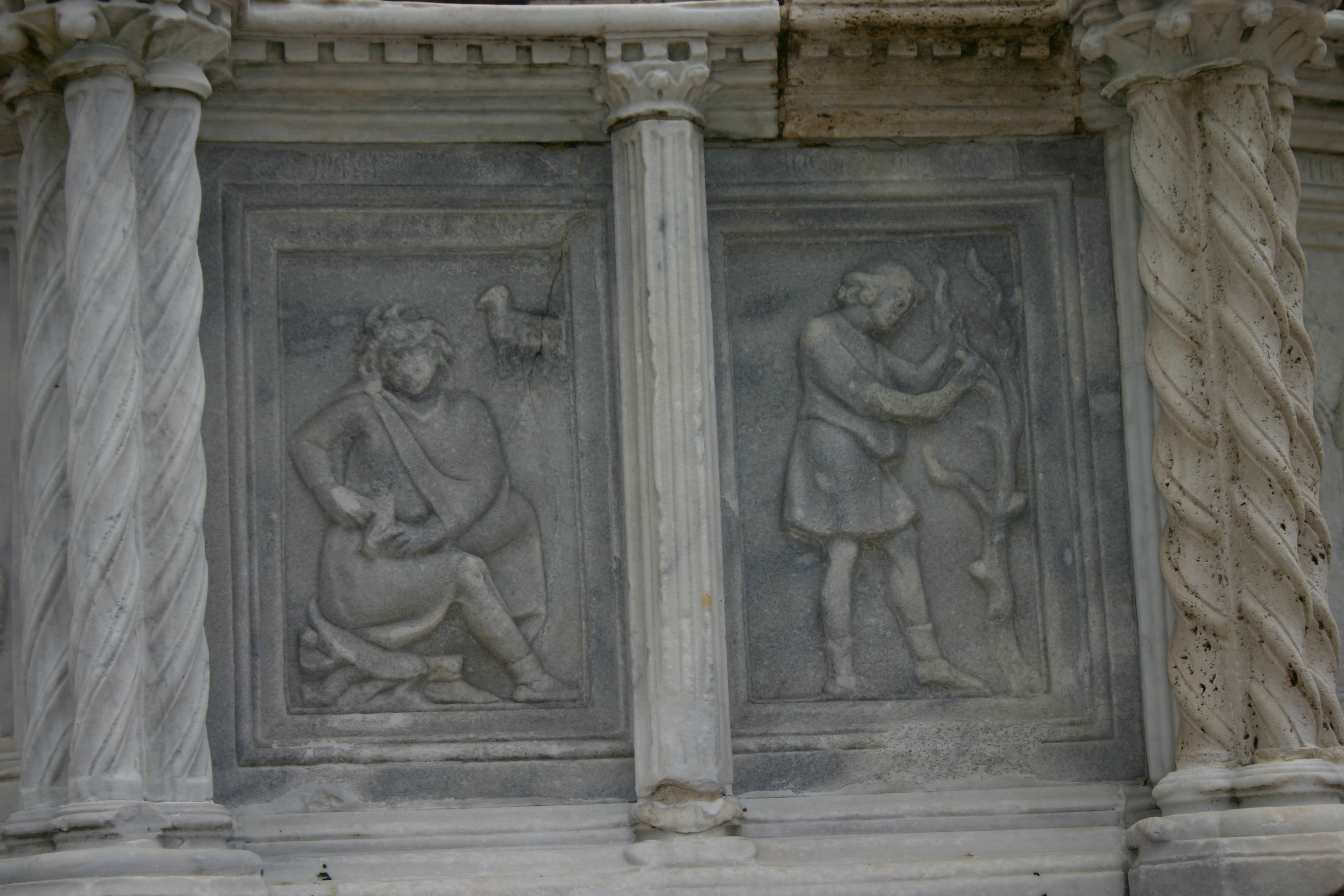
Lo Spinario con l'ariete e il mese di Marzo
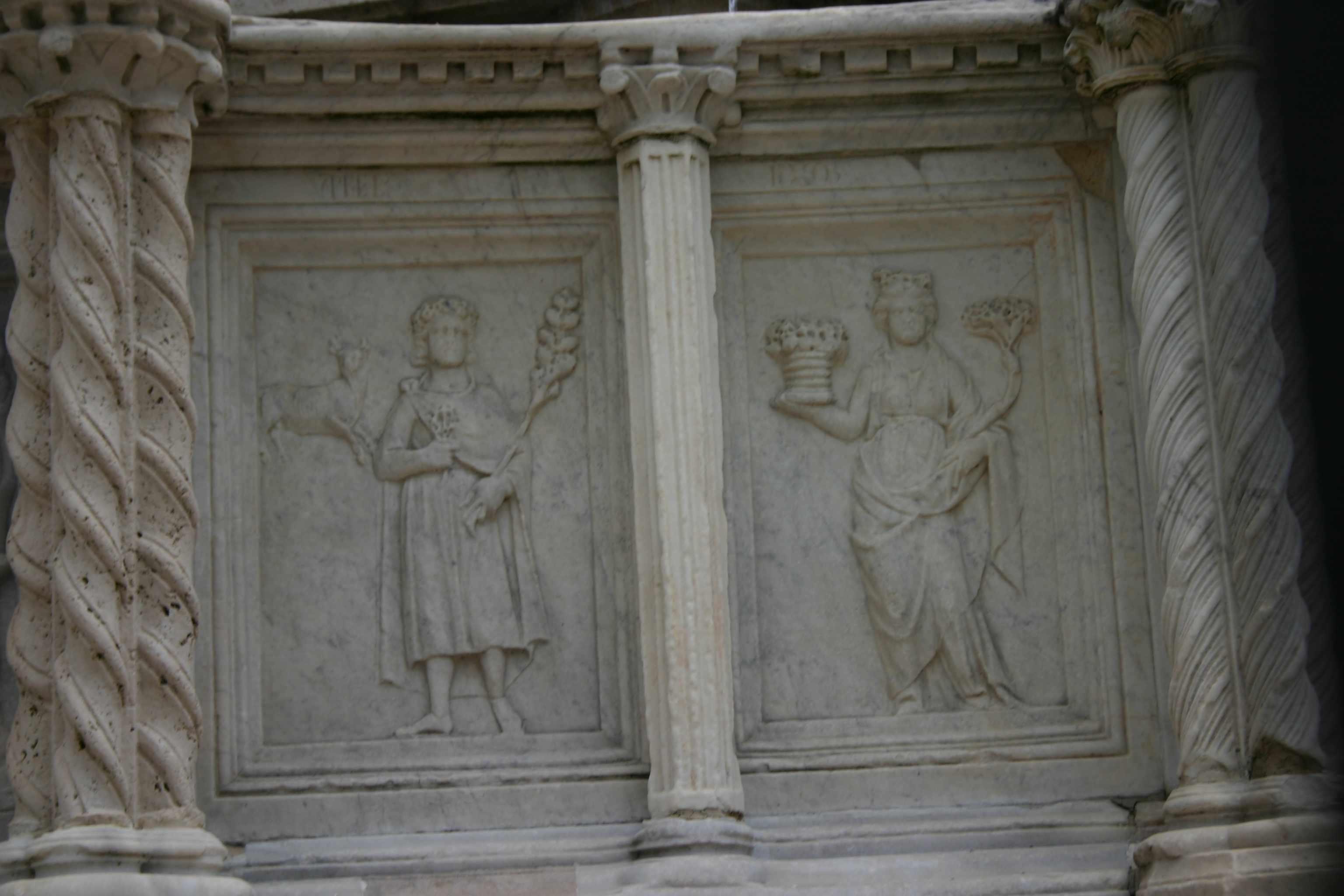
Allegorie della Primavera con il Toro per Aprile
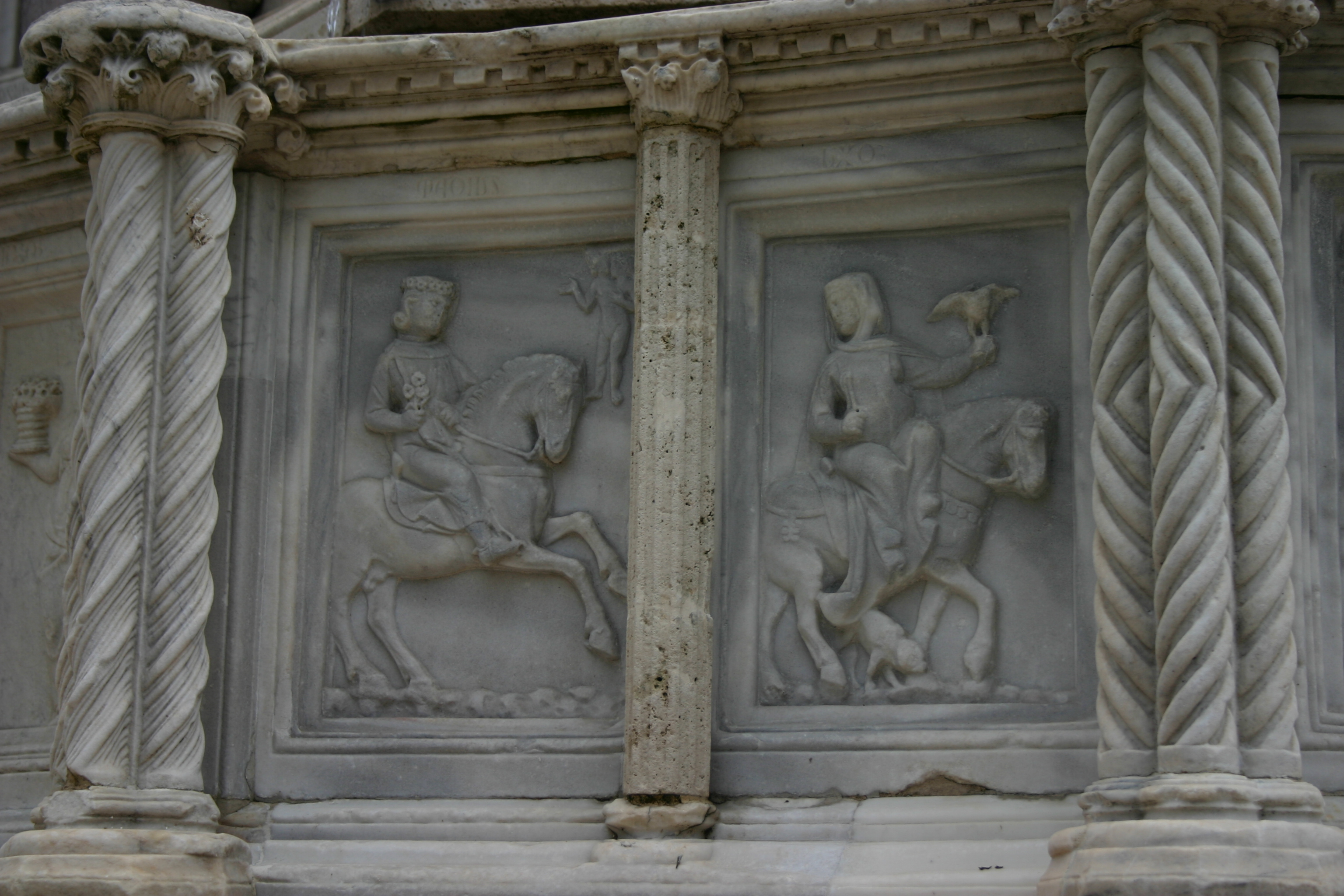
La Caccia al falcone per Maggio
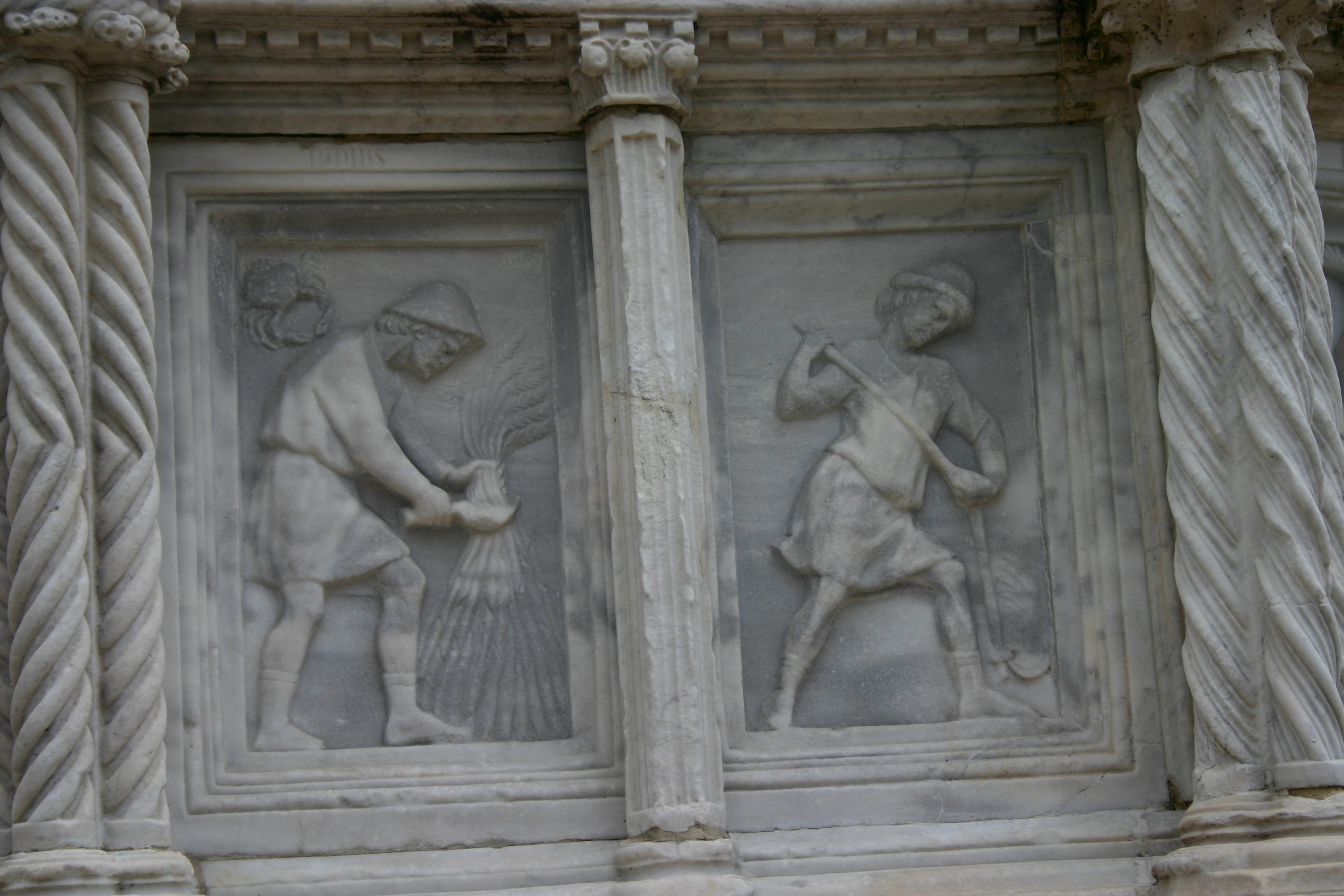
La Mietitura e il mese di Giugno
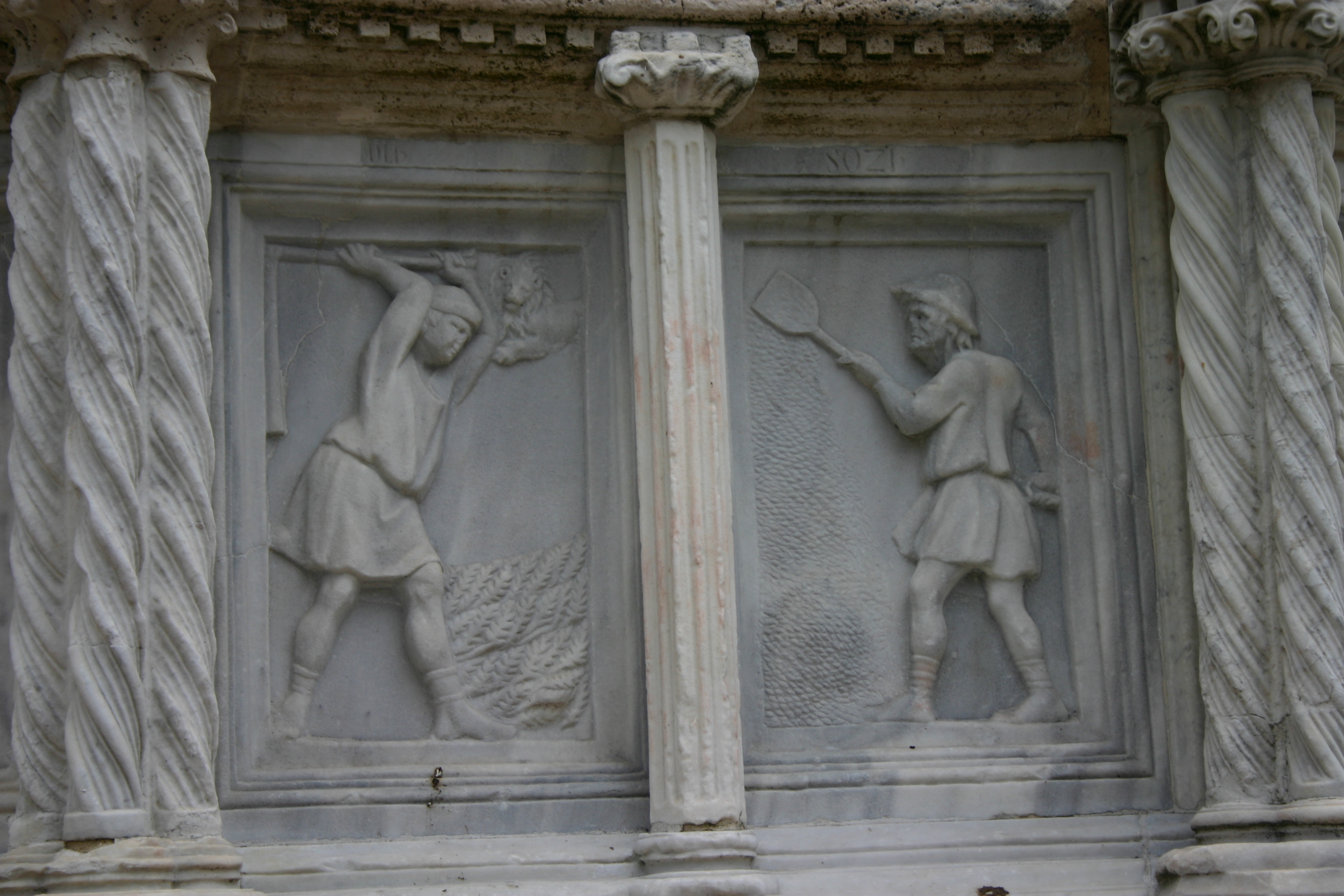
battitura e trebbiatura del grano Luglio
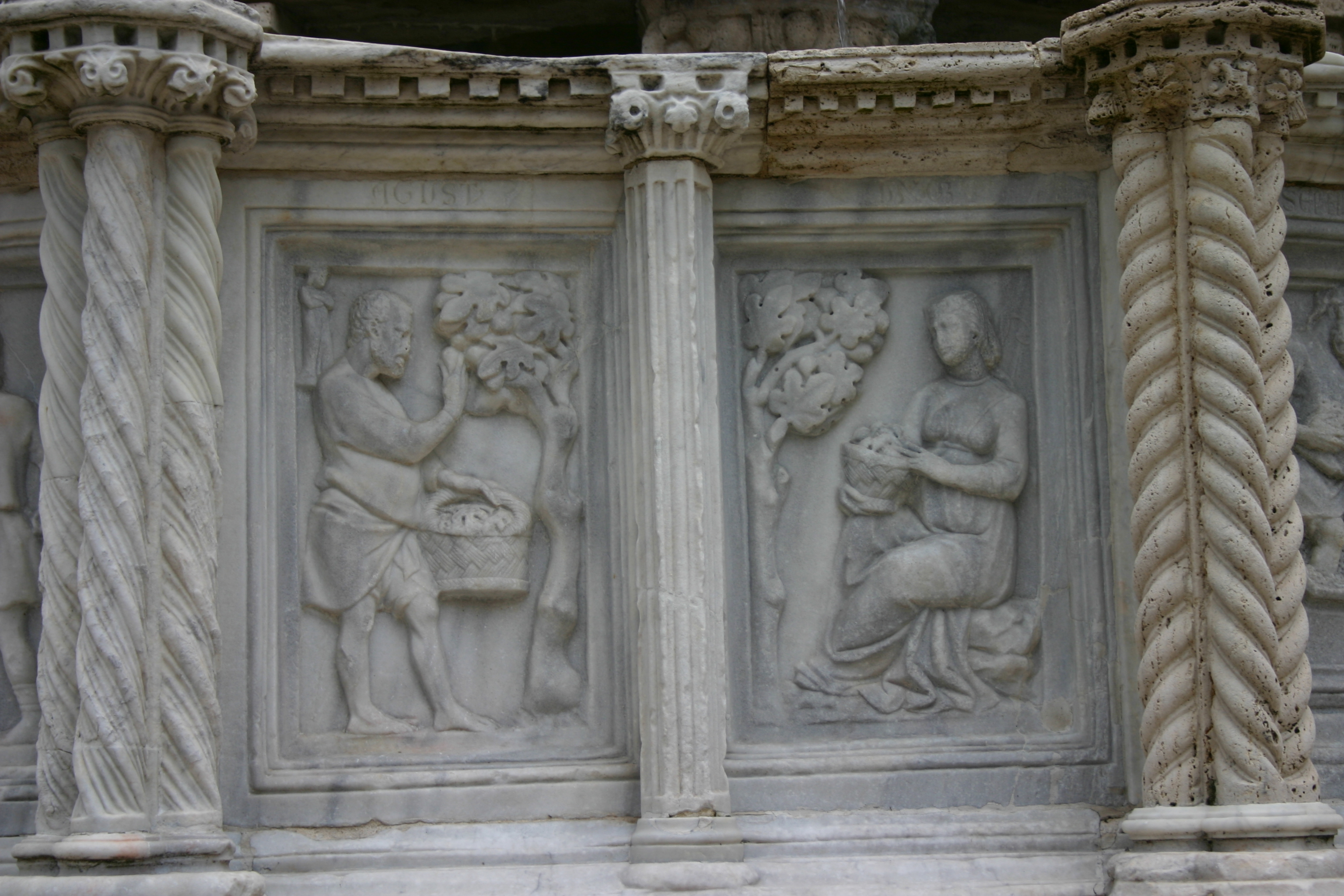
La Raccolta dei fichi e il mese di Agosto
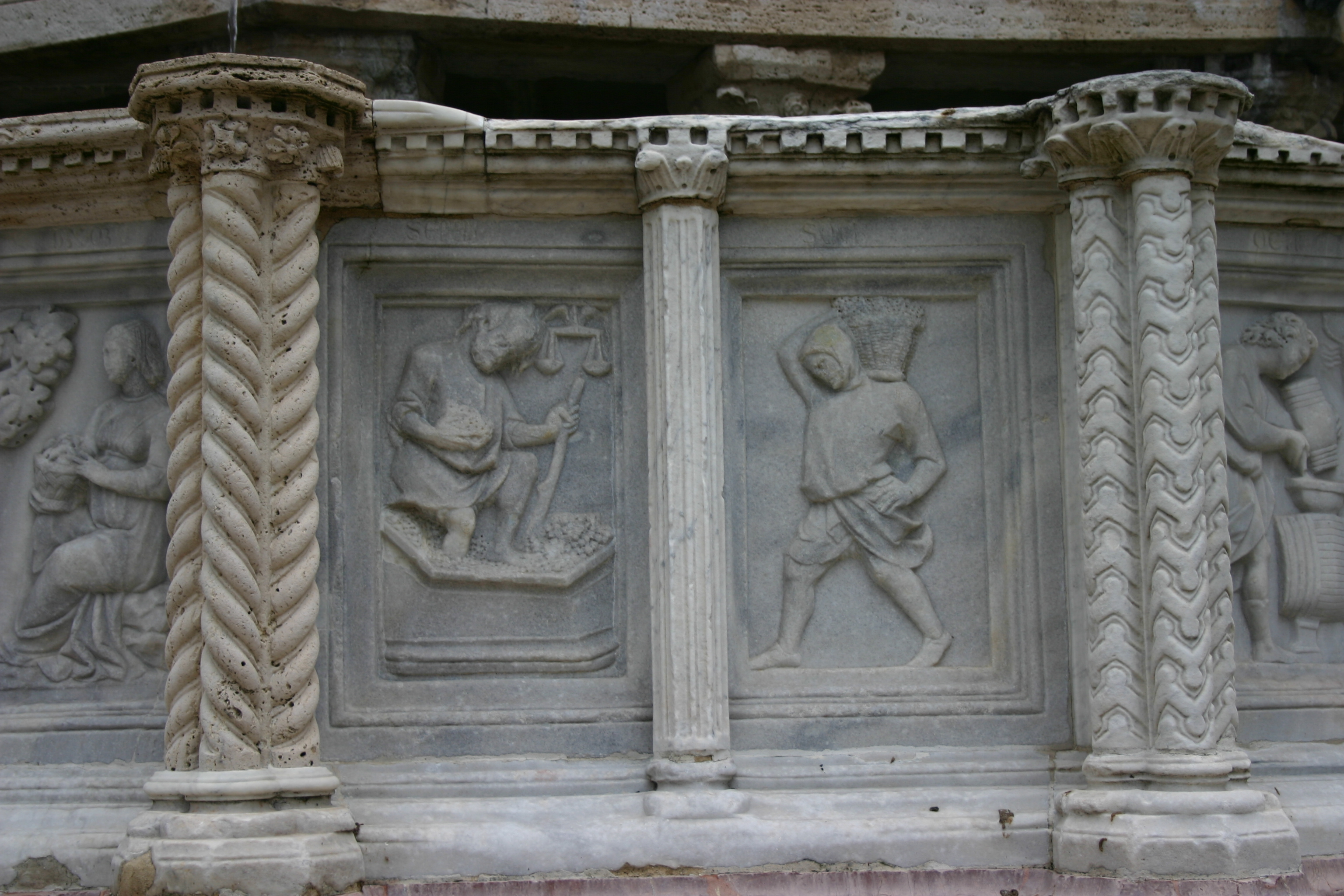
Pigiatura dell'uva Settembre
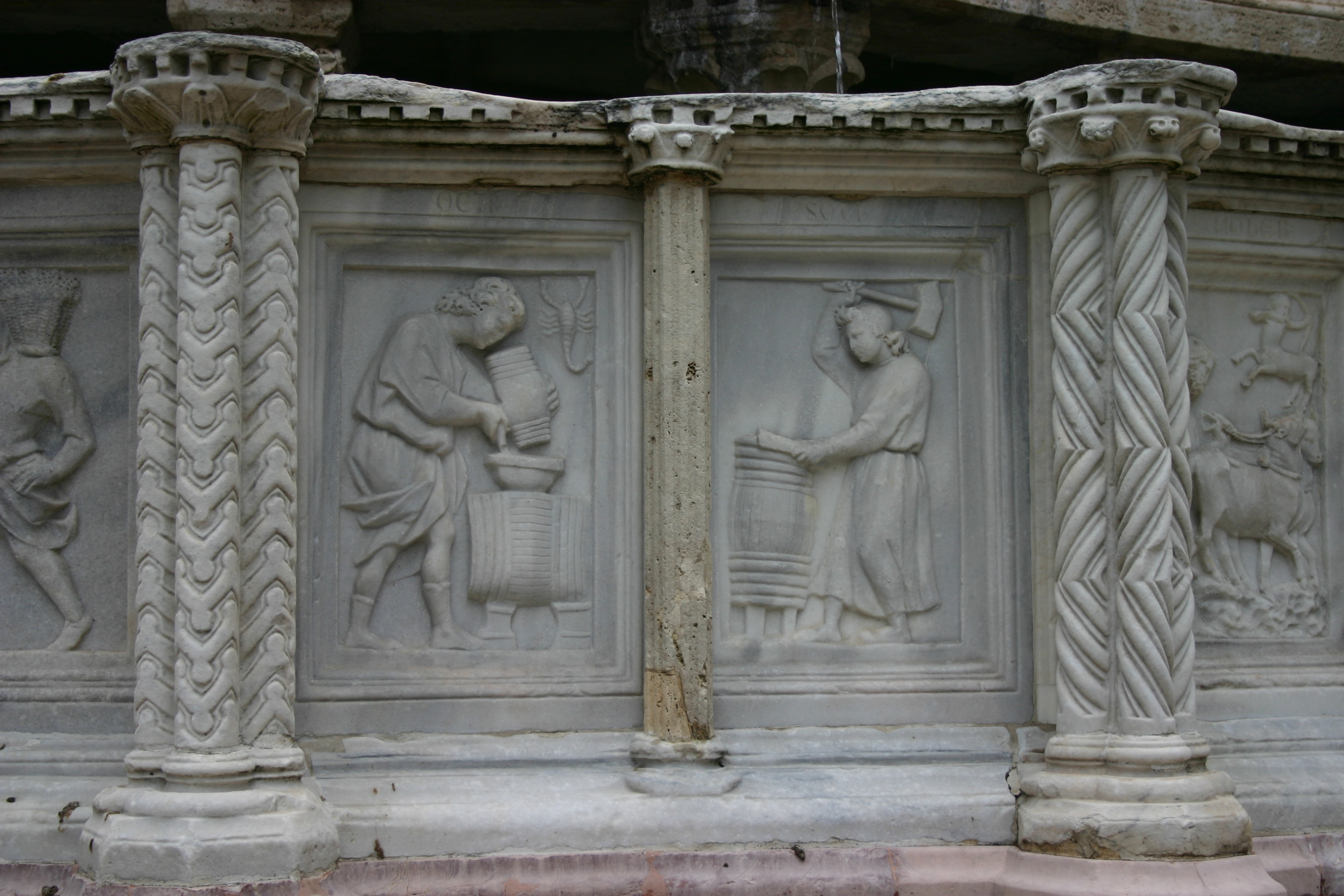
Preparazione del vino Ottobre
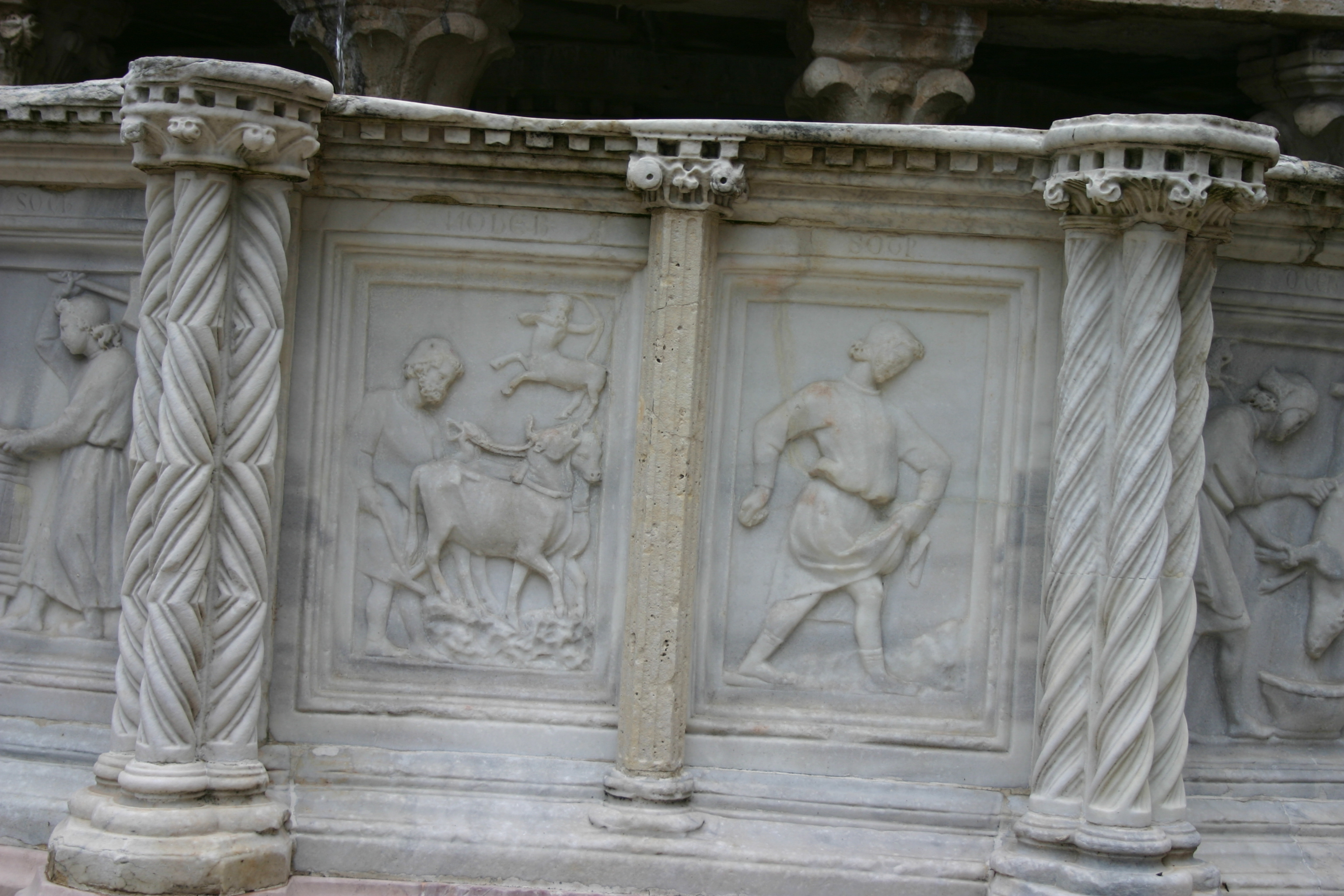
Aratura e semina dei campi Novembre
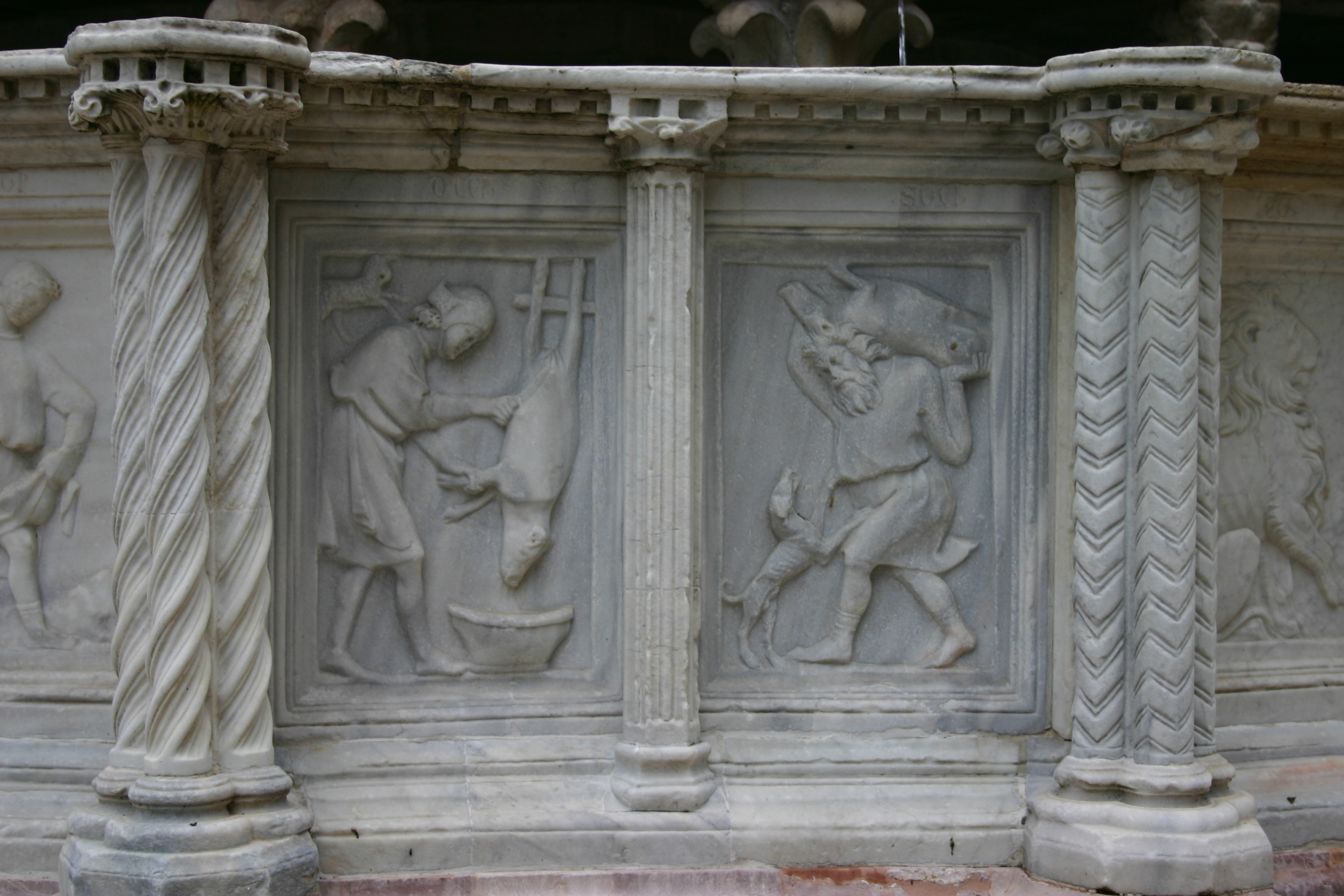
Macellazione del maiale Dicembre
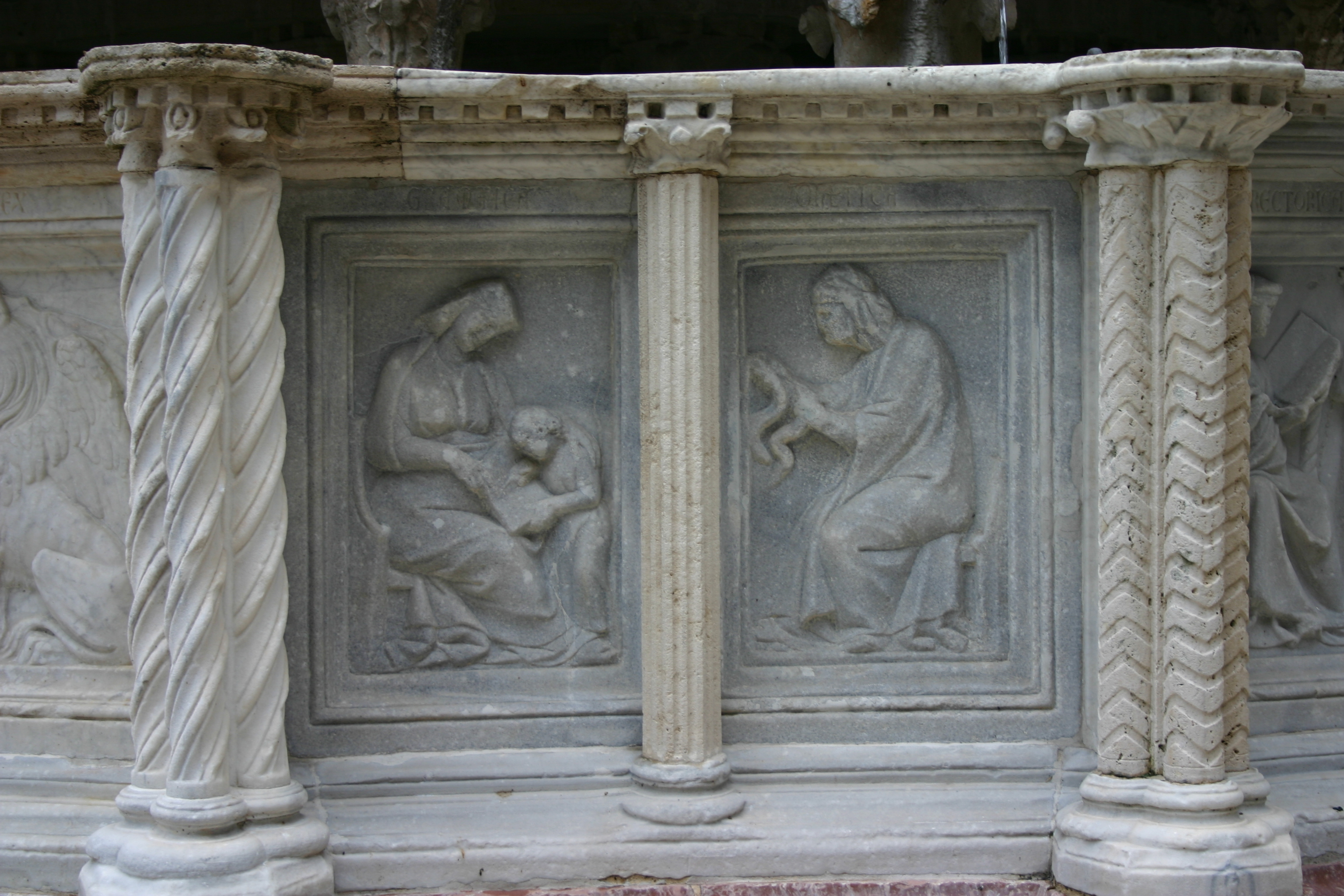
La Grammatica e la Dialettica
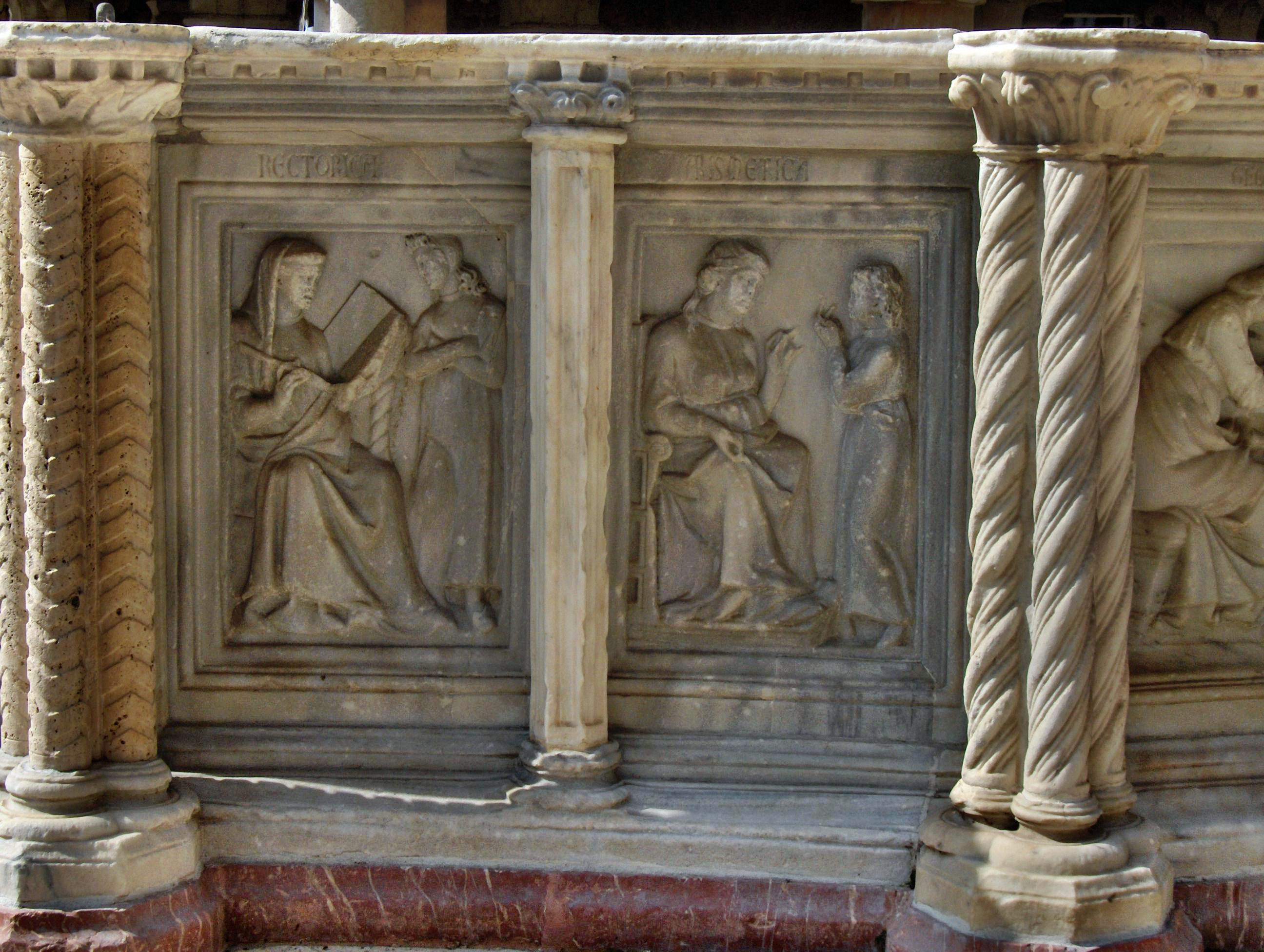
La Retorica e l'Aritmetica
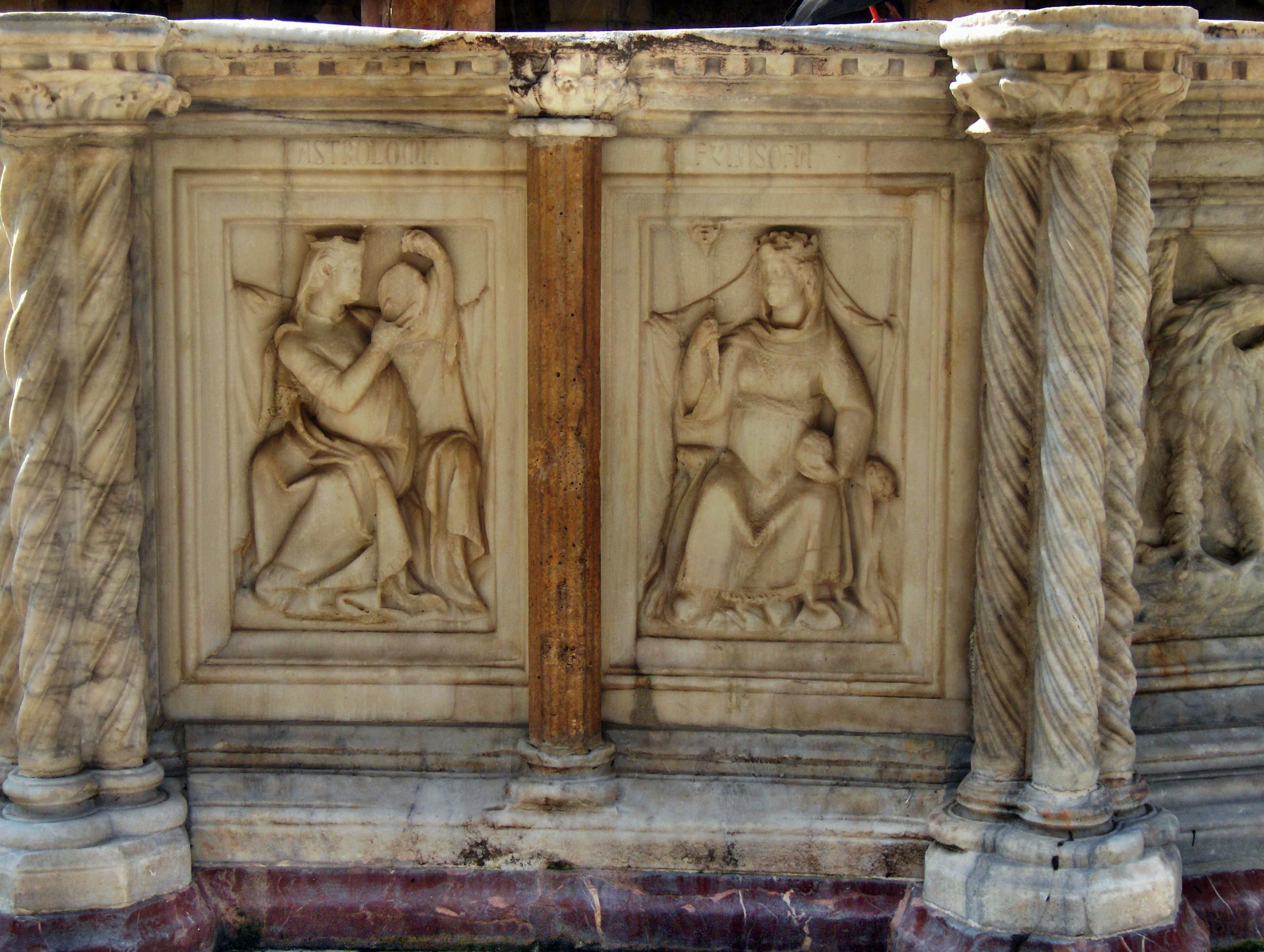
L'Astronomia e la Filosofia

Nella vasca superiore, sono 24 statue poste agli spigoli, che rappresentano santi e personaggi mitologici e biblici, del nuovo e vecchio testamento. Come nel bacino inferiore si constata la non contrapposizione della nuova civiltà giudaico-cristiana con l'antica greco-romana, ma vengono armonizzate ponendosi in continuità . La vasca si legge come una rosa dei venti, in ogni punto cardinale ci sono dei personaggi fondamentali, ciascuno di loro è collegato ad altri personaggi pertinenti; come la rappresentazione dell'Augusta Perusia con la cornucopia in grembo, che trae nutrimento dalle spighe di grano portate dalla signora di Chiusi (un tempo il granaio di Perugia) e dai pesci donati dalla ninfa del lago Trasimeno, Domina lacus. Poi seguono tutti i personaggi legati alla città. Nel punto cardinale opposto a Nord è Euliste , il mitico fondatore di Perugia. Ad ovest è Roma , in relazione alla rappresentazione della romana Chiesa e della Divinitas Excelsa (Teologia) e dei Santi Pietro - Paolo. Un altro personaggio cardine posto ad est, è S. Giovanni Battista, per il ruolo dell'acqua non solo come elemento vitale, ma al contempo sacrale, è abbinato a Salomè e altri personaggi biblici.
Queste sono le rappresentazioni delle 24 statue:
- San Pietro
- la Chiesa romana
- Roma caput mundi
- la Divinitas Excelsa
- San Paolo
- un Chierico di San Lorenzo
- San Lorenzo patrono della città.
- la Ninfa del territorio chiusino o Domina Clusi
- Augusta Perusia
- la Ninfa del Trasimeno o Domina Lacus che dona i pesci a Perugia
- Sant'Ercolano patrono della città.
- il Chierico traditore di S. Ercolano
- San Benedetto
- San Giovanni Battista
- Salomone
- Davide
- Salomè
- Mosè
- Matteo da Correggio, podestà di Perugia
- l'Arcangelo Michele
- Euliste, il mitico fondatore di Perugia
- Melchisedec
- Ermanno da Sassoferrato, capitano del Popolo
- la Vittoria

Nella cornice inferiore della seconda vasca sono scolpiti dei versi latini con abbreviazioni epigrafiche che, oltre a fornire informazioni sugli autori e sulla data dell'opera, sono un invito a scoprirla e a interpretarla: “Guarda tu che passi questa fontana dal lieto mormorio, se osservi bene puoi vedere cose mirabili….”

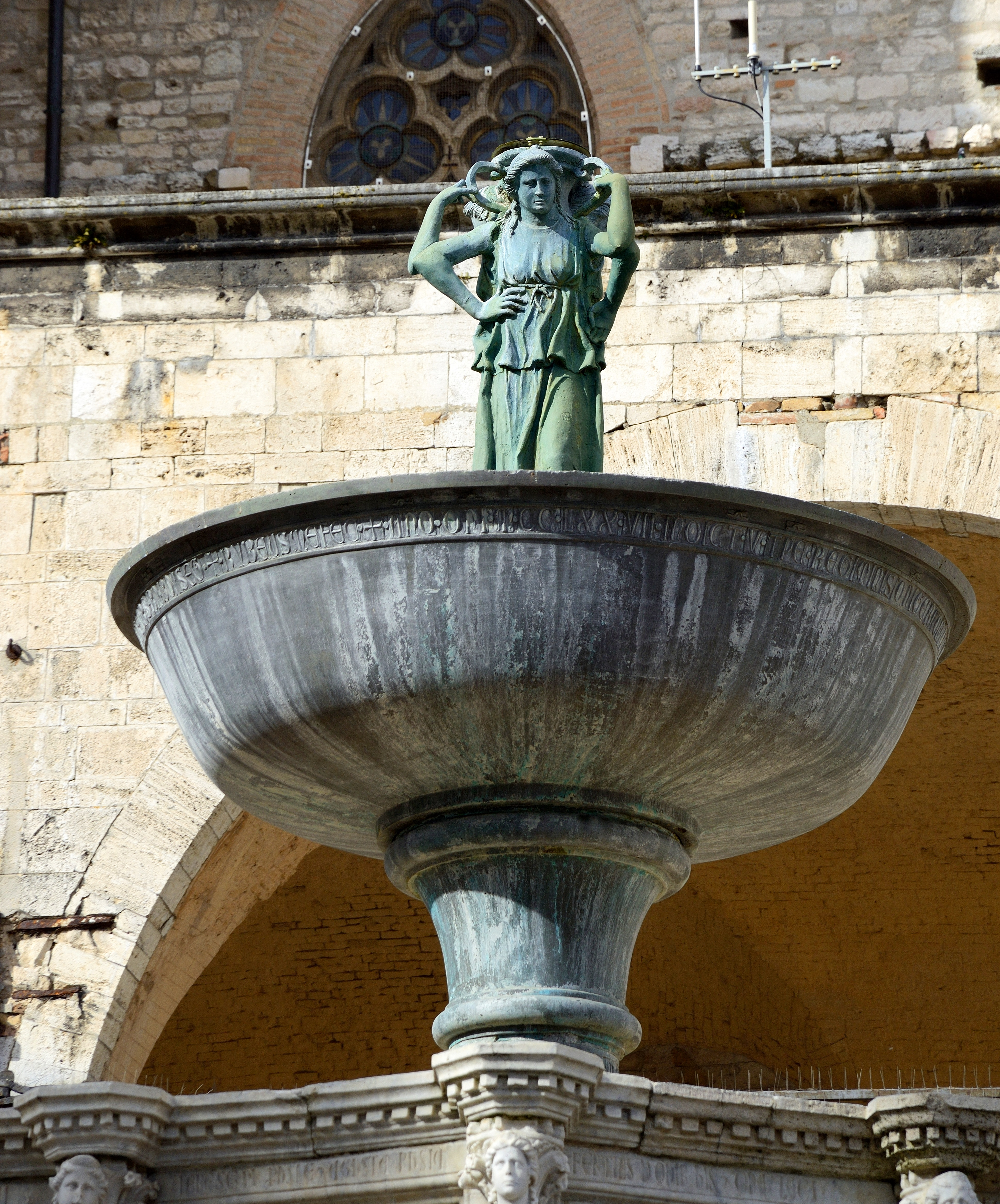
La tazza bronzea con le tre ninfe
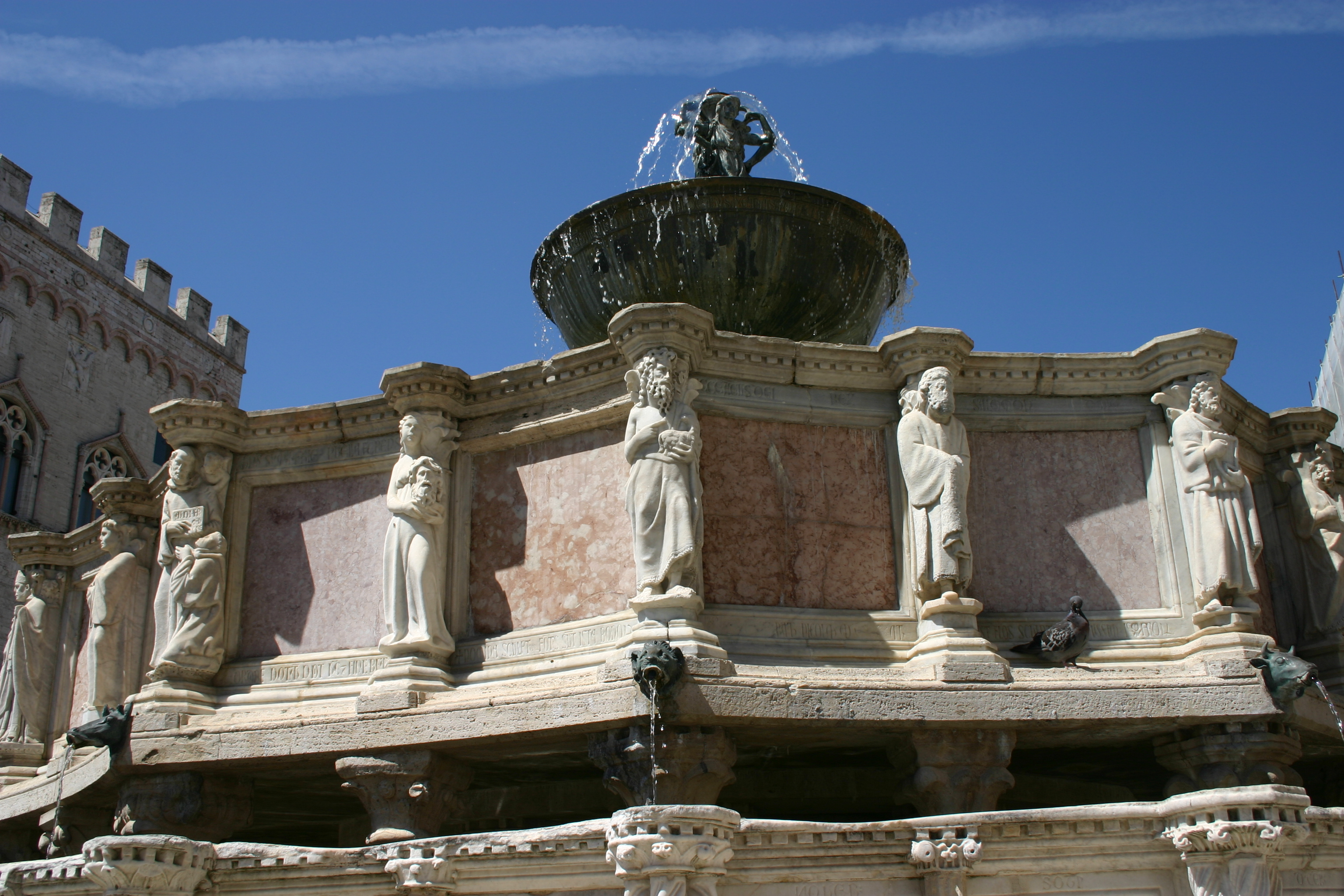
La vasca superiore
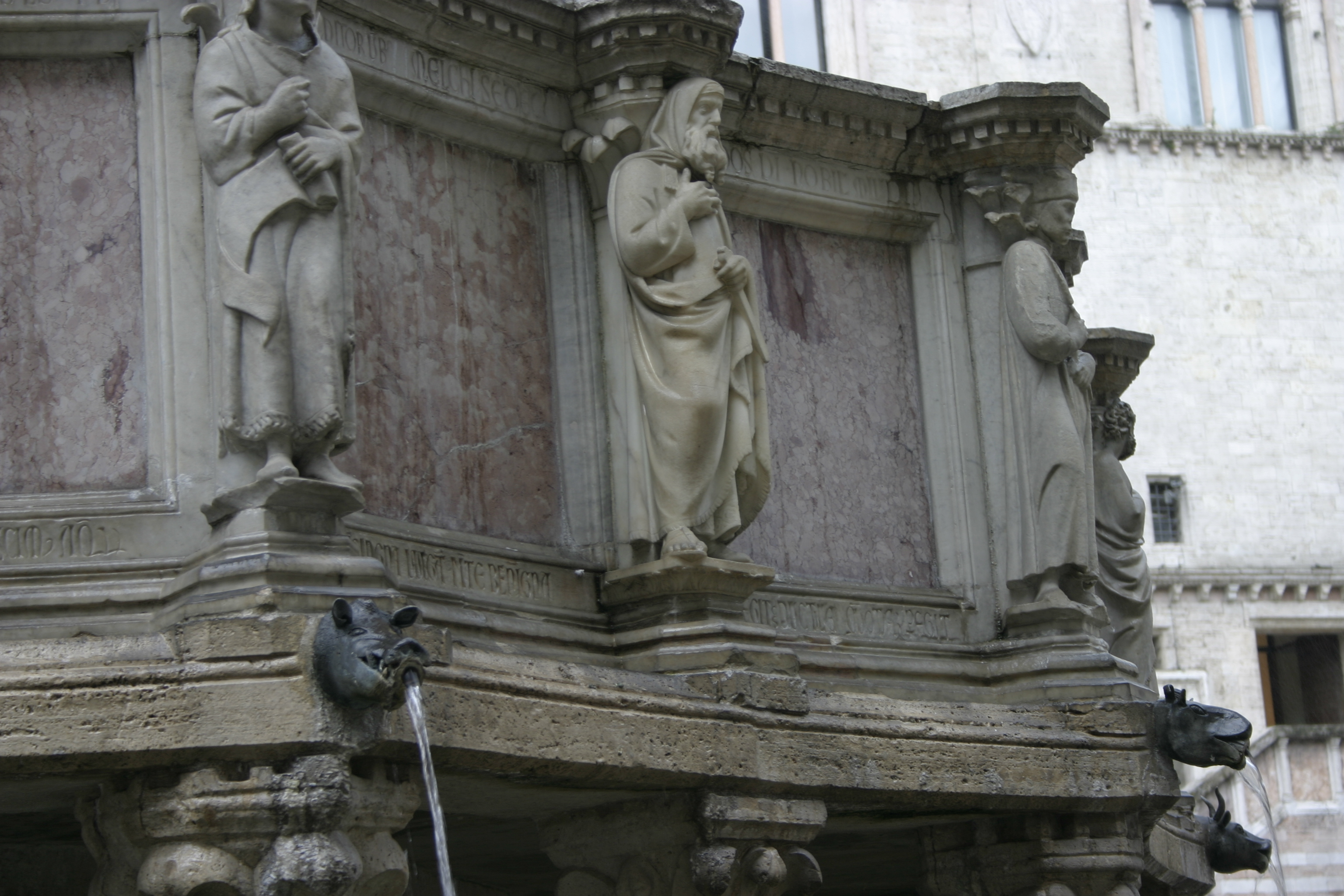
Melchisedec
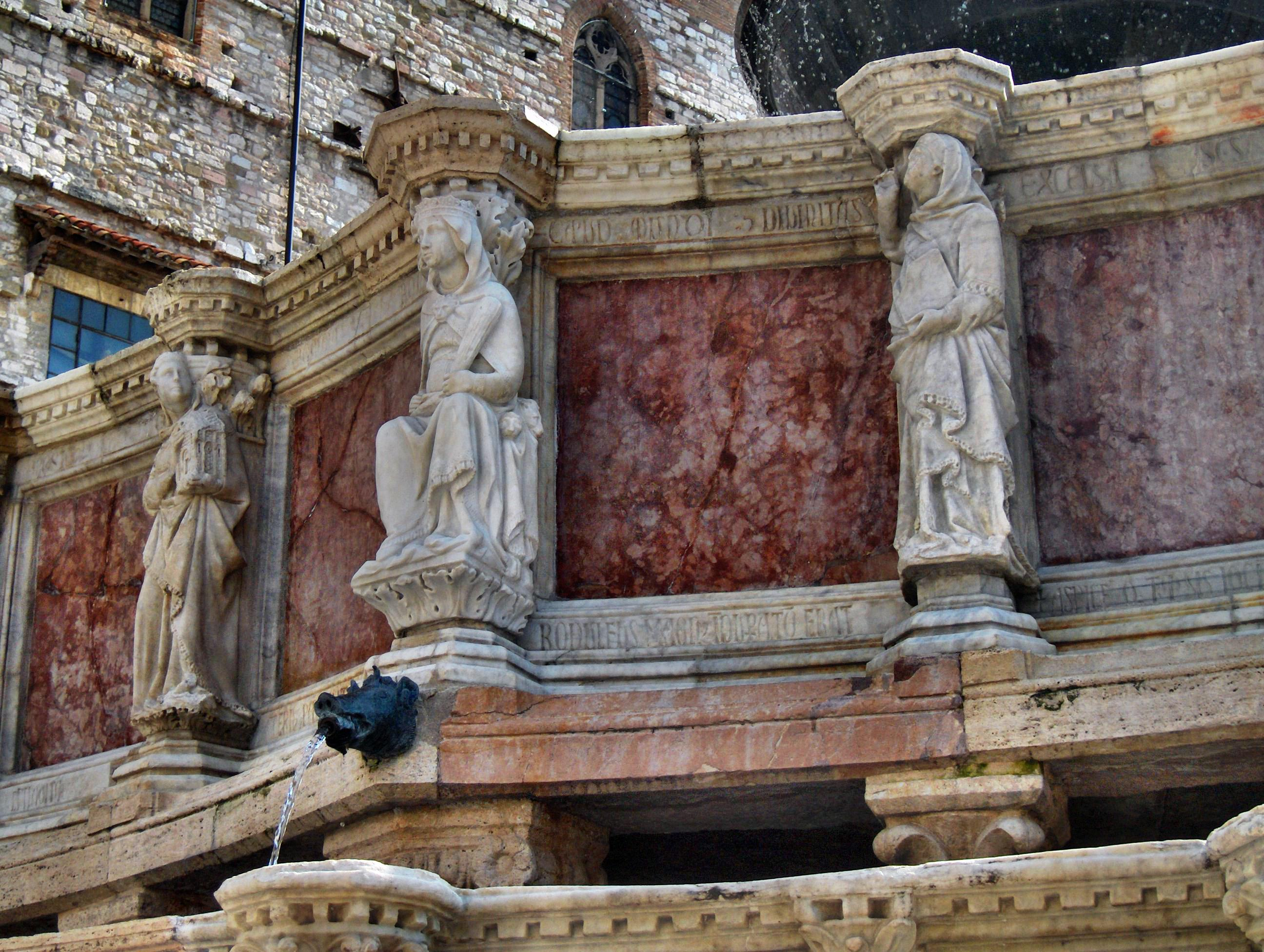
la Chiesa, Roma e la Teologia
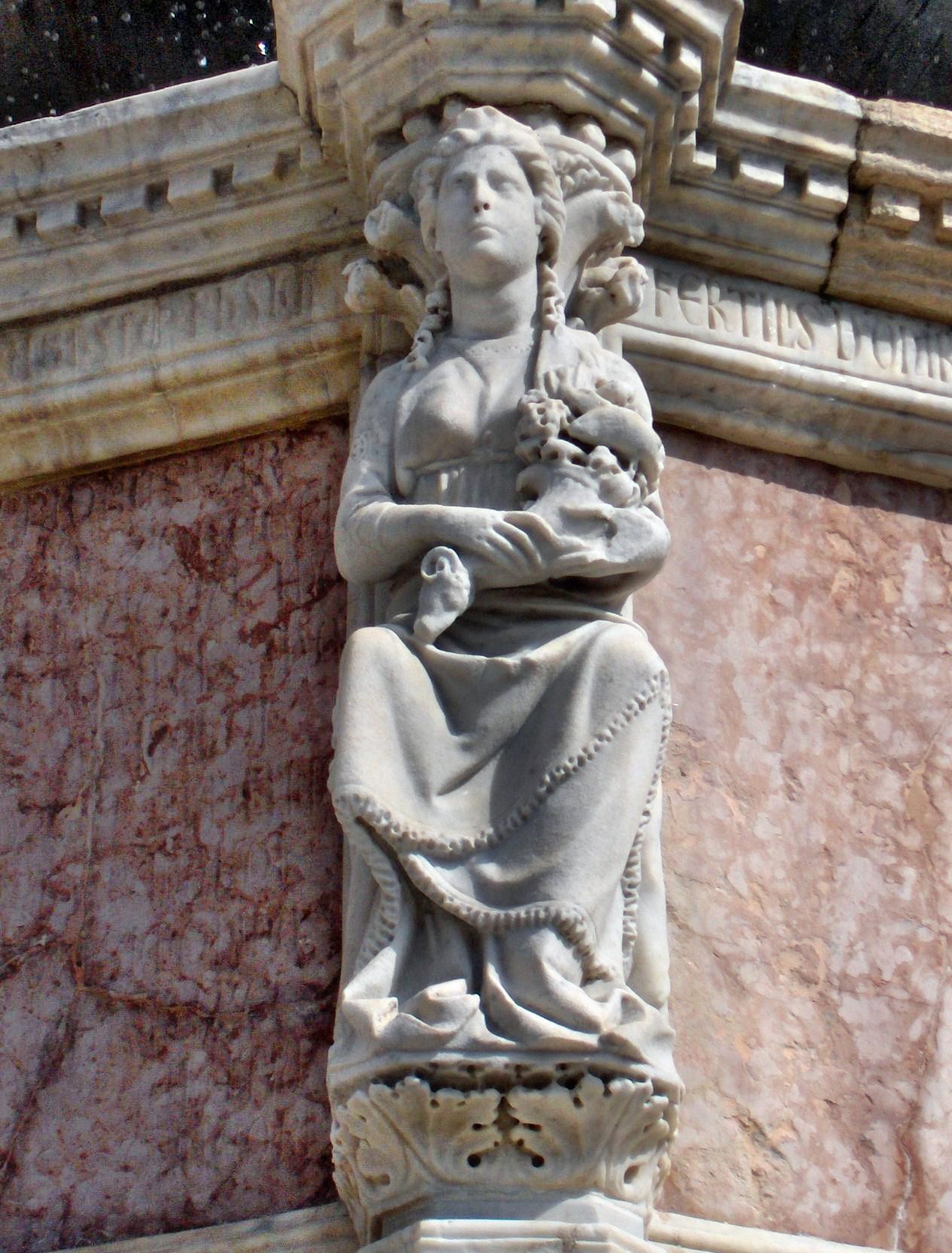
La personificazione di Perugia
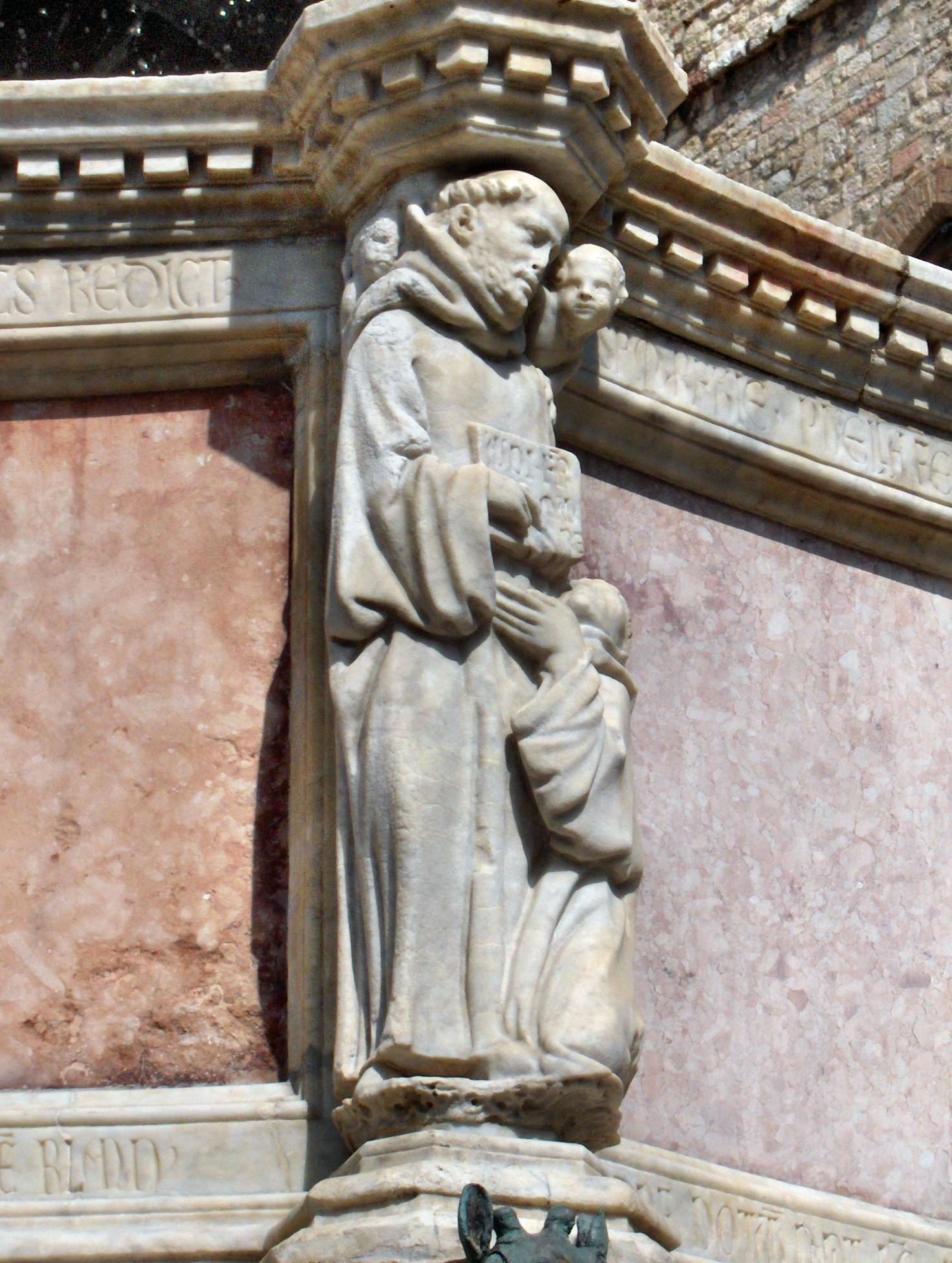
San Benedetto
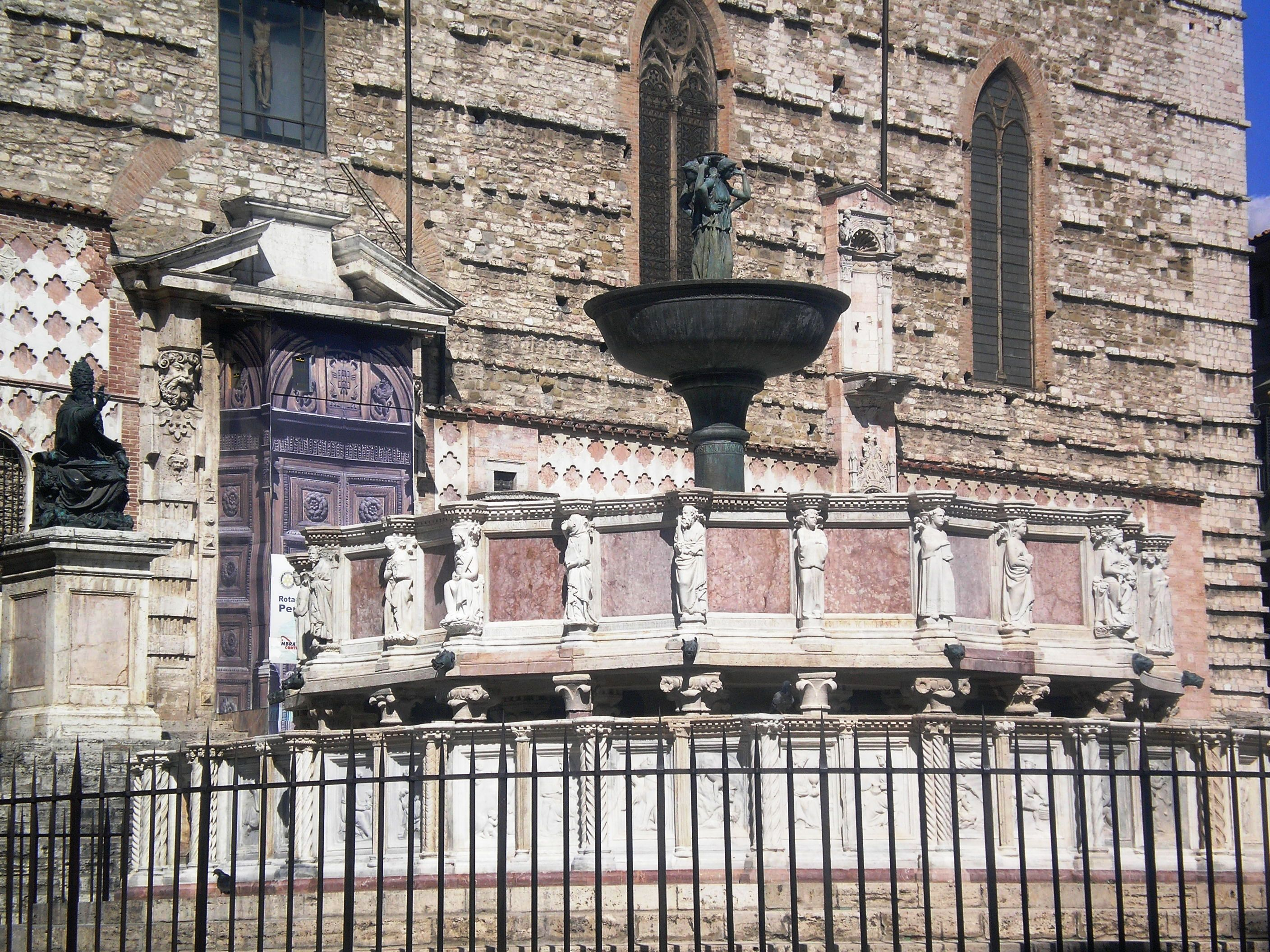
Veduta
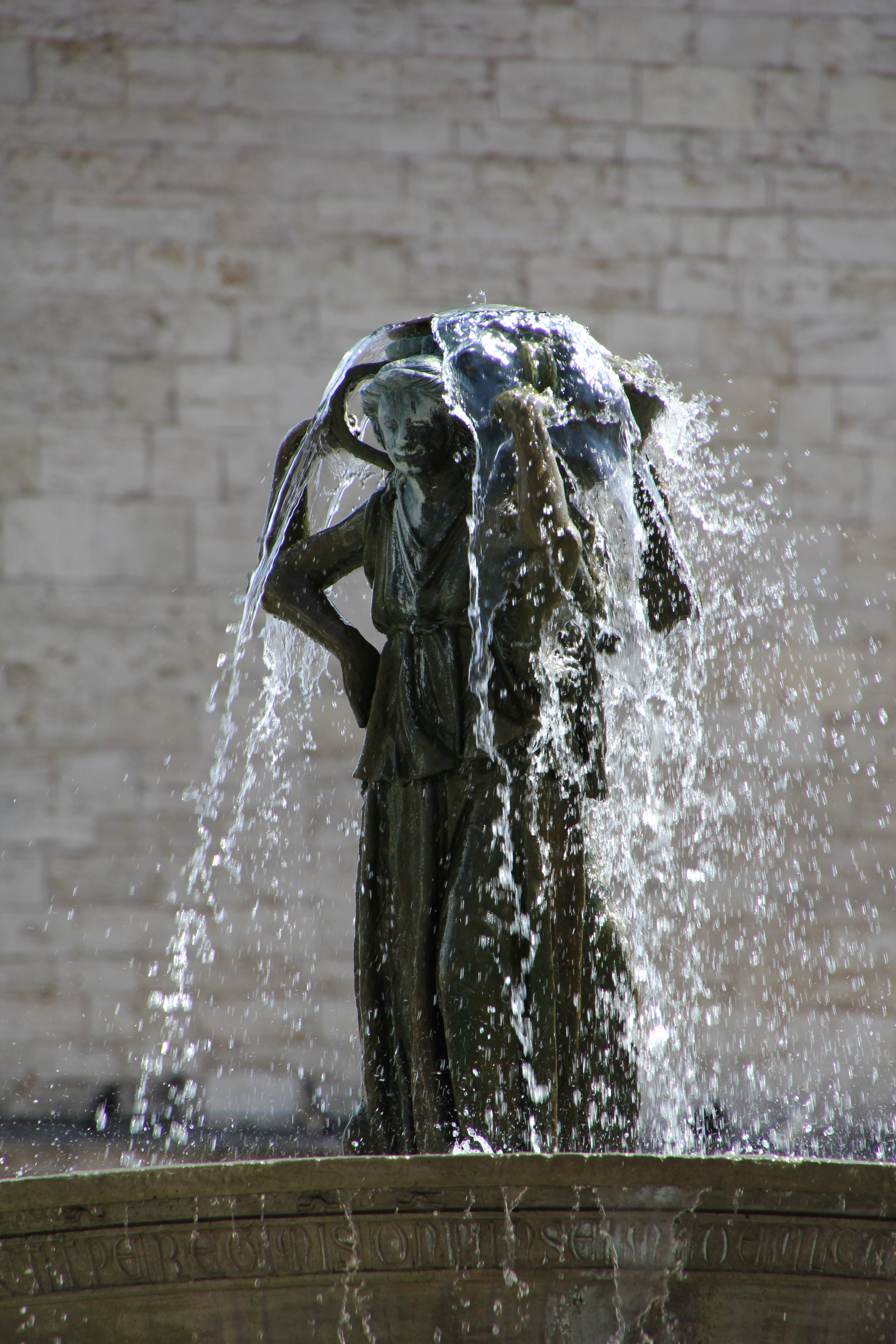
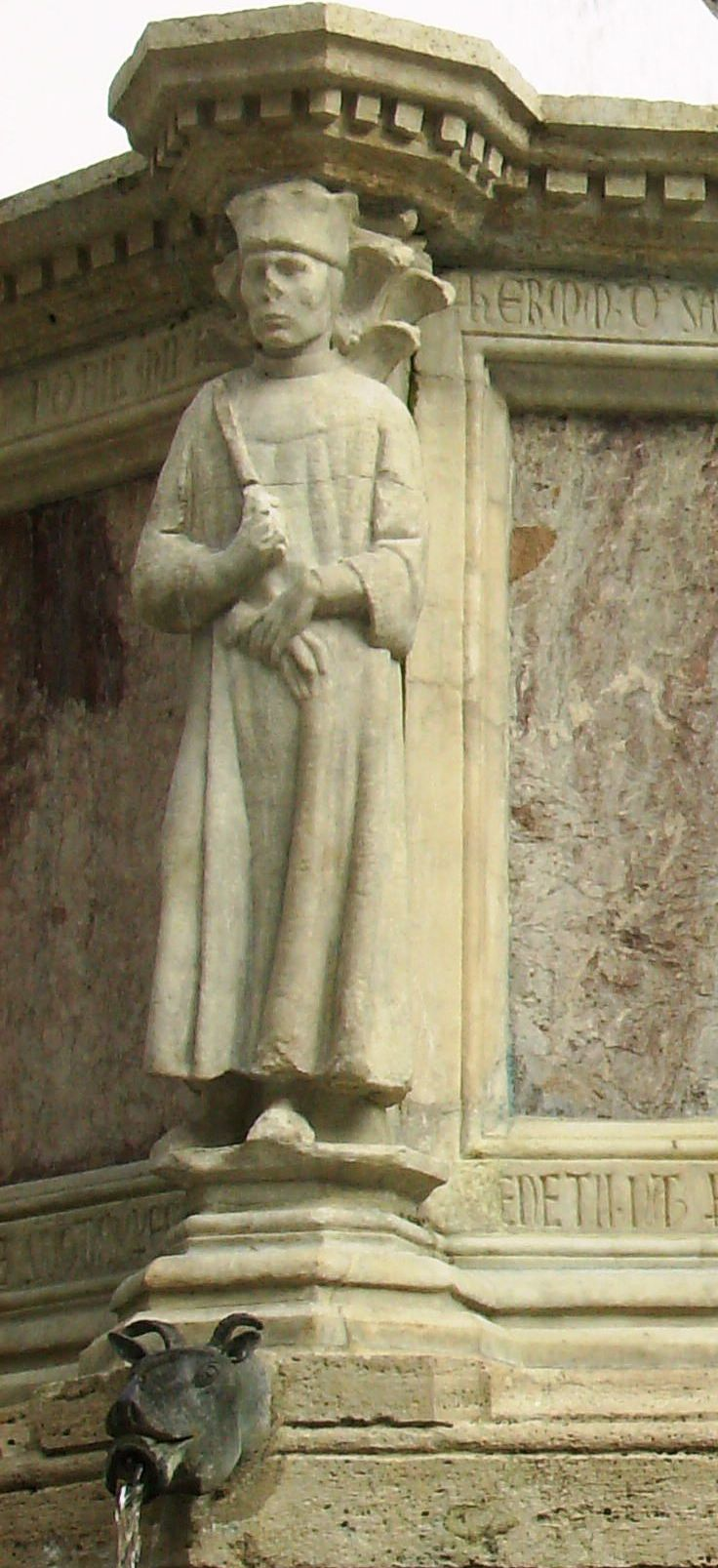
Ermanno di Sassoferrato

## Francobollo
Nel 1974 le Poste Italiane hanno dedicato alla Fontana Maggiore un francobollo da Lire 40, della serie Fontane d'Italia.